# 권호덕
권호덕(權好德, 1948년 2월 26일~)은 대한민국의 목사이며 백석대학교에서 조직신학 교수를 하였고 서울성경신학대학원대학교에서 총장을 역임하였다.호는 천우(天友)이다.

## 생애
부친 권태석 목사와 오태임 사모의 7 남매 중 둘째로 경북 의성군 안평면 석탑리 462번지에서 출생하였다. 그의 조부인 권사연은 3.1운동 당시 독립운동을 하다가 투옥되었으며 타협하지 않고 믿음을 지키다가 모진 고문 끝에 3년간의 옥살이를 마치고 출소했으나 고문 후유증으로 곧 세상을 떠나고 말았다고 한다.
그는 총신대학교에서 처음으로 신학을 공부하고 독일 뮌스터 대학교에서 석사학위를 받고 후에 독일 하이델베르크 대학교에서 신학박사학위를 받았다. 귀국후에 1992년 총신대학교에서 강사로 강단에 섰고 이후 숭실대학교와 칼빈대학교를 거쳐 백석대학교에서 조직신학 교수로 부임했다. 한국개혁신학회 창립멥버로서 총무, 부회장, 회장을 역임하였다. 한국장로교신학회 부회장과 한국복음주의조직신학회 회장을 역임하였다. 개혁신학자로서 한국교회와 사회를 위한 신학적 활동을 하고있다. 그는 오늘의 한국교회 문제로 교회 정체성 상실과 범신론적 사고방식을 지적하고 신앙고백서들이 재검토되어야 필요성을 역설한다. 2011년 3월 5일 요한칼빈탄 500주년기념사업회에서 올해의 신학자로 선정되었다

## 학력
- 총신대학교 신학과 (B.A.)

- 총신대학교 신대원 (M. Div. equiv.)

- 독일 뮌스터 대학교 독일어 과정

- 독일 뮌스터 대학교 고전어 과정 (헬라어, 라틴어, 히브리어)

- 독일 뮌스터대학교 신학마기스터 학위 (Mag. theol.)

- 독일 하이델베르트 대학교 신학부 대학원 신학박사 학위 (Dr. theol.)

## 경력
- 한국장로교신학회 부회장 2010년

- 한국복음주의조직신학회 회장 2005-2007

- 프로에클레시아신학회 책임편집위원 2001

- 한국개혁신학회 총무, 부회장, 회장 1996-2010

- 백석대학교 기독교전문대학원 원장 2010~2012

## 저서
- 『먼저 그의 나라』(서울: 보이스사, 1997)

- 『종교개혁신학의 내포적 원리』(서울: 솔로몬, 1998)

- 『설교와 파산된 실존』(서울: 솔로몬, 1998)

- 『율법의 세 가지 용도 그 사회적 적용. 영미 刑法의 세 가지 뼈대』(서울: 그리심, 2003)

- 『성경의 기도학』(서울: 성광문화사, 2005)

- 『천지 창조 속에 새 창조 구원의 원리(原理)가』(서울: 도서출판 Th&E, 2005)

- 『하나님 형상, 교회 그리고 영원한 안식』 조직신학 논문집 1 (서울: 도서출판 Th&E, 2006)

- 『성경해석으로서의 교의학』조직신학 논문집 2 (서울: 도서출판 Th&E, 2007)

- 『교회: 예수 그리스도를 실현하는 공동체』(서울: 도서출판 Th & E, 2011)

- 『교의학의 성경해석』(서울: 도서출판 Th & E, 2012)

- 『유다복음 무엇이 문제인가?』공저 (서울: 기쁜날, 2006)

## 역서
- Robert G. Clouse, 『천년왕국』(The Meaning of the Millennium: Four Views, 1979 IVP) (서울: 성광문화사, 1980)

- Henry Barclay Swete, 『신약속의 성령』(The Holy Spirit in the New Testament), Grand Rapids: Baker Book House 1976) (서울: 은성, 2판, 1995)

- E. Bohl, 『구약속의 그리스도』(Christologie des Alten Testaments)(서울: 그리심, 1993)

- W.A. Criswell, 『인간은 우연한 존재인가?』(Did Man Just Happen?)(서울: 엠마오, 1992)

- Lynn & Gray Poole, 『창조와 인류의 연대측정법』(Science Dates the Past)(서울: 엠마오, 1992)

- David D. Riegle, 『창조냐 진화냐?』(Creation or Evolution?) (서울: 엠마오, 1992)

- Elaune Pagels, 『영지주의 신학』(The Gnostic Gospel), 공역 최의원 권호덕 김경신 (서울: 한국로고스 연구원, 1998)

## 학위논문

### 석사논문 (Mag. theol.)
- “Eduard Bohl als Kampfer gegen die Liberale Theologie im 19. Jh” (19세기 자유주의 신학과 투쟁한 에드와드 뵐) (1989. Jan. Munster Universitat in Germany) 독일 뮌스터 대학교.

### 박사논문 (Dr. theol.)
- “Bohls Aufnahme der reformatorischen Theologie, besonders der Calvins” (종교개혁신학 특별히 칼빈의 신학을 이어 받은 뵐) (Heidelberg Univ., Germany 1991)

## 같이 보기
- 한국개혁신학회
- 한국기독교철학회
- 세계칼빈학회
- 한국개혁신학회
- 한국복음주의조직신학회
- 한국조직신학회
- 한국장로교신학회
- 요한칼빈탄생500주년기념사업회
- 종교개혁500주년기념일
- 한국의 신학자 목록
- 개혁신학자